# Lista de escolas de samba de Porto Alegre
Lista de escolas de samba de Porto Alegre que participam ou participaram dos desfiles na capital mesmo sendo de outras cidades.

## Série Ouro
- Acadêmicos de Gravataí (Gravataí)
- Bambas da Orgia
- Copacabana
- Estado Maior da Restinga
- Fidalgos e Aristocratas
- Imperadores do Samba
- Imperatriz Dona Leopoldina
- Império do Sol  (São Leopoldo)
- Unidos de Vila Isabel (Viamão)
- União da Vila do IAPI

## Série Prata
- Praiana
- Filhos de Maria
- Império da Zona Norte
- Protegidos da Princesa Isabel (Novo Hamburgo)
- Realeza
- União da Tinga
- Unidos da Vila Mapa

## Série Bronze
- Academia Samba Puro
- Academia de Samba Cohab-Santa Rita (Guaíba)
- Acadêmicos da Orgia
- Filhos da Candinha
- Império dos Herdeiros
- Mocidade Independente da Lomba do Pinheiro
- Unidos do Guajuviras  (Canoas)

## Outras
- Estação Primeira da Figueira[1]
- Glória
- União Cohab Cavalhada[2]
- Unidos do Vasquinho[3]

## Extintas ou inativas
- Academia de Samba Relâmpago[4]
- Aí Vem a Marinha[5]
- Beija-Flor do Sul[6]
- Embaixadores do Ritmo
- Garotos da Orgia[7]
- Integração do Areal da Baronesa
- Milionários da Zona Sul[8]
- Paineira[8]
- Portela[7]
- Real Academia de Samba
- Acadêmicos de Niterói
- Unidos da Zona Norte
- Unidos do Umbu[7]
- Universidade do Samba[7]

## Tribos carnavalescas
Em atividade
- Os Comanches[9]
- Guaianazes[9]

Extintas
- As Iracemas[9]
- Arachaneses[9]
- Os Aymorés[9]
- Os Bororós[9]
- Os Caetés (19 de abril de 1945)[9][10]
- Os Charruas[9]
- Os Guaranis[9]
- Os Navajos[9]
- Os Potiguares[9]
- Os Rojabás[9]
- Os Tamoios[9]
- Os Tapajós[9]
- Os Tapuias (19 de abril de 1963)[1][9]
- Os Tupinambás[9]
- Os Xavantes[9] (4 de abril de 1952)